# کوروش‌نادی‌هارشانی
کوروش‌نادی‌هارشانی (به مجاری:  Körösnagyharsány) یک منطقهٔ مسکونی در مجارستان است که در ناحیه شارکاد واقع شده‌است. کوروش‌نادی‌هارشانی ۱۹٫۹۳ کیلومتر مربع مساحت و ۶۹۸ نفر جمعیت دارد.